# 卢瓦尔河畔苏日
卢瓦尔河畔苏日（法語：Sougy-sur-Loire，法語發音：[suʒi syʁ lwaʁ]）是法国涅夫勒省的一个市镇，位于该省南部，属于讷韦尔区。

## 地理
卢瓦尔河畔苏日（46°51'23"N, 3°23'26"E）面积32.92 平方千米，位于法国勃艮第-弗朗什-孔泰大區涅夫勒省，该省份为法国中部省份，北至约讷省，西北接卢瓦雷省，西接谢尔省，南至阿列省，东南接索恩-卢瓦尔省，东临科多尔省。
与卢瓦尔河畔苏日接壤的市镇（或旧市镇、城区）包括：特鲁瓦韦夫尔、卢瓦尔河畔阿夫里勒、德西茲、德吕-帕里尼、拉马希讷、圣莱热德维涅。

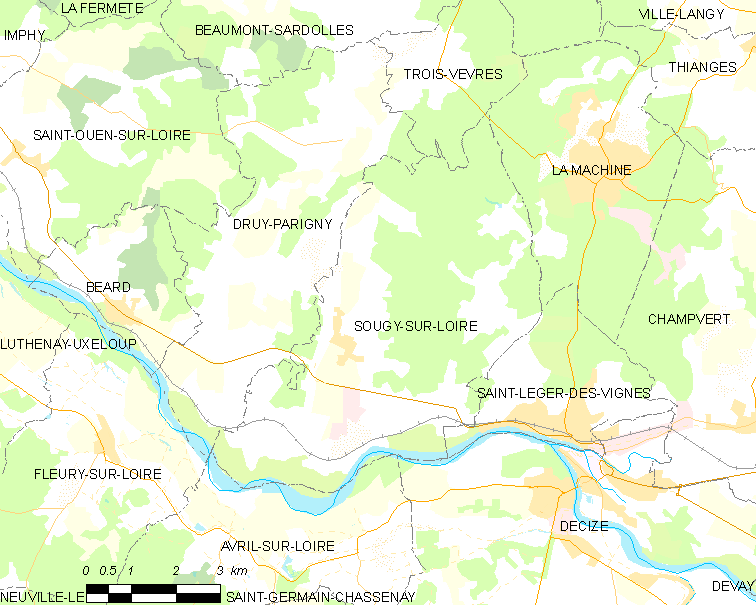
卢瓦尔河畔苏日的OSM定位图

卢瓦尔河畔苏日的时区为UTC+01:00、UTC+02:00（夏令时）。

## 行政
卢瓦尔河畔苏日的邮政编码为58300，INSEE市镇编码为58280。

## 政治
卢瓦尔河畔苏日所属的省级选区为安菲县。

## 人口

1962-2008年间卢瓦尔河畔苏日人口变化图示

卢瓦尔河畔苏日于2022年1月1日时的人口数量为590人。